# George Scriven
George Scriven (ur. 9 listopada 1856 w Dublinie, zm. 18 grudnia 1931 w Farnham) – irlandzki rugbysta grający w formacji młyna, reprezentant kraju, sędzia i działacz sportowy.
Podczas kariery sportowej związany był z Lansdowne Football Club. W latach 1879–1883 rozegrał osiem spotkań dla irlandzkiej reprezentacji, także w roli kapitana.
W Home Nations Championship 1884 sędziował mecz Anglików ze Szkotami. Kontrowersje związane z interpretacją przepisów spowodowały, iż w kolejnej edycji zespoły te nie zagrały ze sobą, a pośrednio doprowadziło to do powstania IRFB.
Dwukrotnie, w sezonach 1882/83 i 1885/86, był wybierany prezesem Irish Rugby Football Union.